# ريبيكا أليسون
ريبيكا أليسون (بالإنجليزية: Rebecca Allison)‏ هي طبيبة قلب أمريكية، ولدت في 21 ديسمبر 1946 في غرينوود في الولايات المتحدة.

## وصلات خارجية
- الموقع الرسمي